# Hans Jacob Joensen
Hans Jacob Djones Debes Joensen (født 10. november 1938 i Gjógv på Eysturoy, død 12. december 2021 i Birkerød) var en tidligere færøsk præst i Folkekirken, der blev øernes første lutherske biskop.
Joensen voksede op i en fiskerfamilie i bygden Gjógv og giftede sig med bankassistent Lisbeth Andersen i 1968. Joensen tog studentereksamen ved Føroya Studentaskúli og HF-skeið i Tórshavn i 1958 og teologisk embedseksamen fra Københavns Universitet i 1968, hvorefter han blev ordineret som præst ved Anna Kirke på Nørrebro i København. Joensen var residerende kapellan ved Risbjerg Kirke i Hvidovre 1970–1975, derefter i Suðurstreymoy på Færøyene 1975–1978. Ved delingen af præstegældet i 1978 blev Joensen sognepræst i det østlige Suðurstreymoy. I 1990 blev Færøerne udskilt fra Københavns Stift som eget bispedømme, og Joensen blev indsat som biskop. Han afgik med pension, da Fólkakirkjan blev udskilt fra den danske Folkekirke som særskilt trossamfund i 2007, og flyttede  sammen med sin hustru til Birkerød ved København.
Han blev udnævnt til ridder af Dannebrogordenen i 1992